# Bloedbad van Katyn
Bij het Bloedbad van Katyn zijn in april-mei 1940 ruim 4.400 Poolse officieren vermoord door de NKVD, de geheime dienst van de Sovjet-Unie. De Sovjetaanval op Polen die leidde tot het bloedbad van Katyn was voor de Russen onderdeel van een poging om de grenzen van het tsaristische Rusland uit de 19de eeuw te herstellen (zie Molotov-Ribbentroppact).

## Toedracht, onderzoek, verdoezeling tijdens de Tweede Wereldoorlog

### Executies

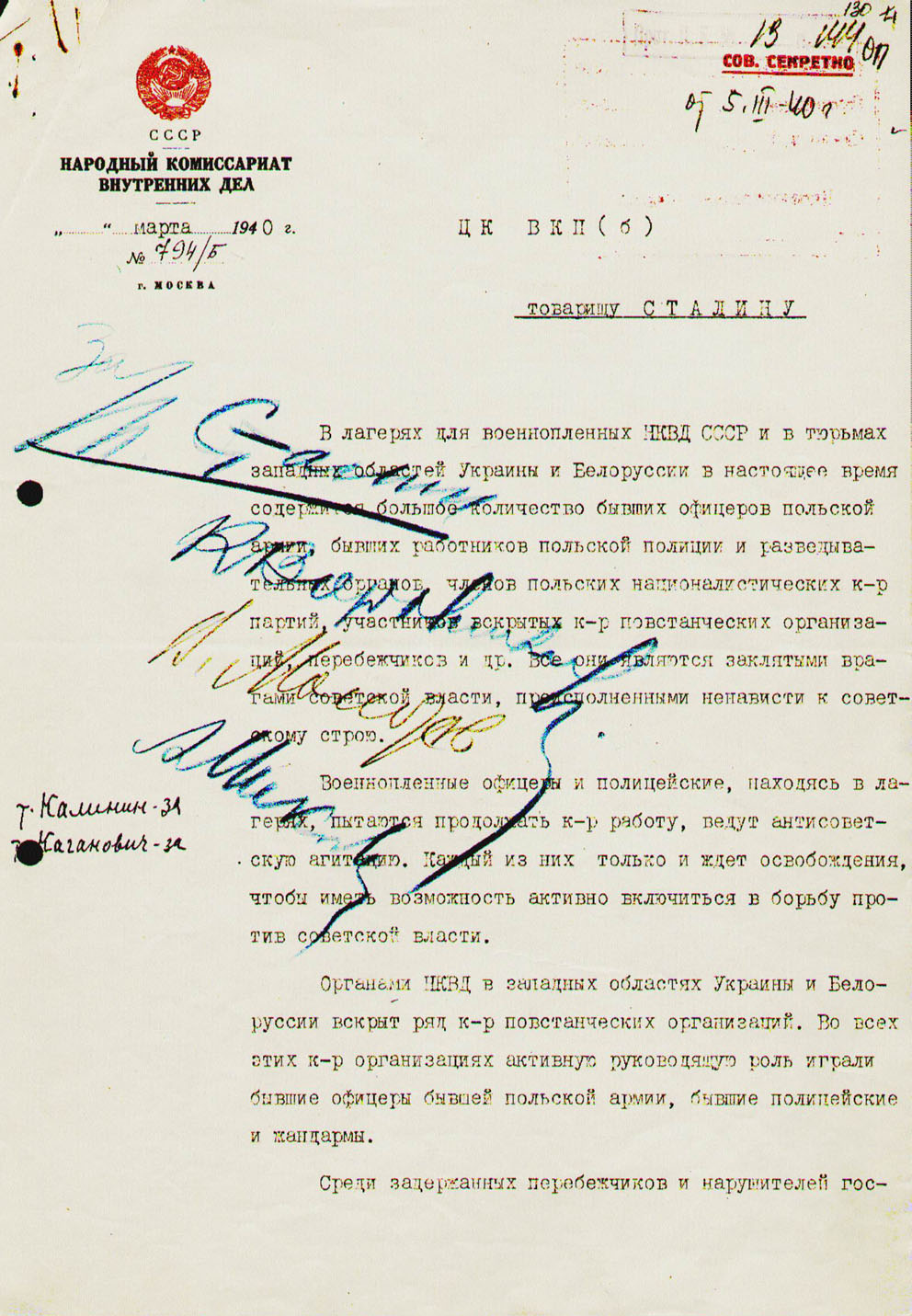
Het geaccordeerde voorstel van Beria van maart 1940 om de Poolse krijgsgevangenen te vermoorden

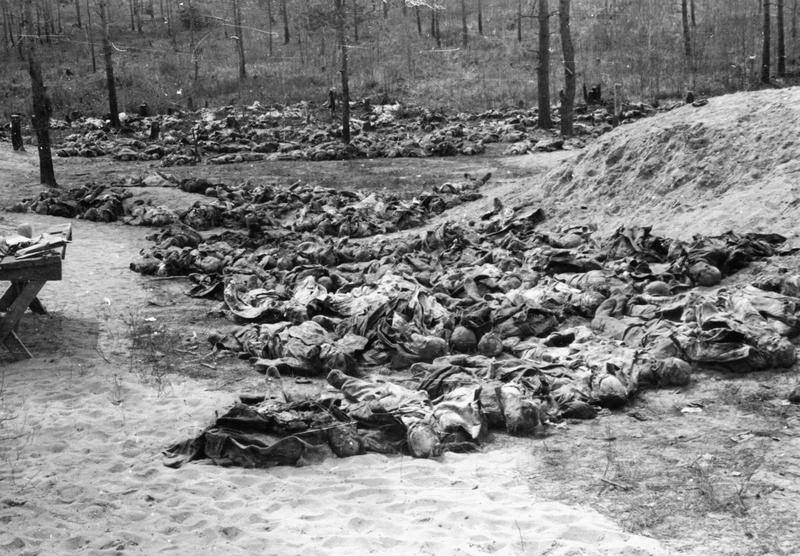
30 april 1943: Rijen met lichamen van Poolse officieren, opgegraven door de Duitsers, wachten op nadere bestudering.

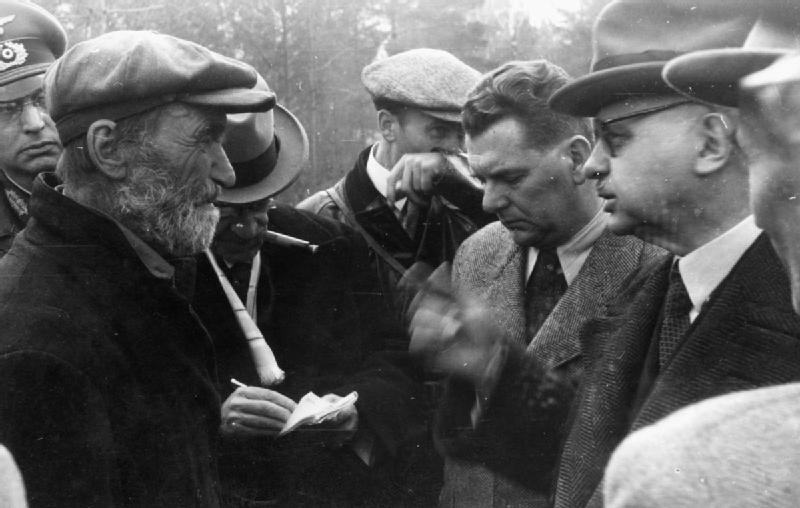
30 april 1943: Een Russische getuige van de massamoord spreekt met forensische deskundigen.

Direct na de Sovjetaanval op het oosten van Polen in september 1939 waren tienduizenden Polen opgepakt en afgevoerd naar kampen in Rusland, samen met vijftienduizend krijgsgevangenen. Met de arrestatie van de intellectuele bovenlaag van de Poolse bevolking hoopte Stalin eventueel verzet tegen het communisme in de kiem te smoren. 
Katyn is een Russisch dorp, dat ongeveer 20 km ten westen van de stad Smolensk ligt. Het nabijgelegen bos werd  lange tijd gebruikt door de NKVD als executieplaats. In 1940 was Katyn een van drie locaties waar de NKVD in totaal ongeveer 25.700 Poolse burgers, geestelijken en militairen executeerde. De massagraven werden daarna beplant met bomen.
Het bevel tot de moord werd gegeven door het Centraal Comité, getekend door Stalin op 5 maart 1940. Het bevel was gevolg van een besluit van NKVD-chef Lavrenti Beria om ruim 25.000 "landheren, fabrikanten, voormalige officieren, ambtenaren en overlopers te fusilleren". De concentratiekampen waarin de Polen gevangen hadden gezeten moesten worden vrijgemaakt vanwege de komst van 50.000 tot 70.000 inwoners van de Baltische staten, waarvan velen later eveneens vermoord zouden worden (zie onder andere Geschiedenis van Estland#Eerste Sovjetbezetting, Geschiedenis van Letland#Eerste Sovjetbezetting).
De moord op de ruim 25.000 Poolse burgers, geestelijken en militairen werd, in april-mei 1940, goeddeels ten uitvoer gebracht door NKVD-generaal Vasili Blochin. Blochin werd later dat jaar gedecoreerd met de Orde van de Rode Banier.

### Duitse vondst
Tot 1943 was er over het lot van de opgepakte en krijgsgevangen Polen niets bekend. Op 13 april van dat jaar vonden de Duitsers in Katyn massagraven met daarin ongeveer drieduizend lijken met Poolse identiteitspapieren. Tijdens latere opgravingen werden nog eens 1200 lijken gevonden. Een internationale commissie, met daarin leden uit zowel bezette als neutrale landen, waaronder vertegenwoordigers van het Rode Kruis, werd in het leven geroepen om de massagraven te onderzoeken. De commissie leverde overtuigend bewijs dat de moorden door de Sovjets waren gepleegd, iets wat door de nazipropaganda in Duitsland en de bezette landen breed werd uitgemeten. Toen de Poolse regering in april 1943 onder leiding van generaal Władysław Sikorski, die in Londen in ballingschap verbleef, opheldering eiste, verbrak de Sovjet-Unie de betrekkingen. Sikorski kwam twee maanden later onder verdachte omstandigheden om het leven in Gibraltar, waardoor Polen zijn belangrijkste leider op een cruciaal moment verloor. 

### Verdoezeling door Sovjet-Unie en Geallieerden
Geholpen door de communistische pers in het buitenland zette de Sovjet-Unie een campagne op touw om de schuld van de massamoorden in de schoenen van de nazi's te schuiven.
De kwestie dreigde de geallieerden te verdelen en daarmee te verzwakken. Ook door de westerse geallieerden zijn tijdens de oorlog pogingen gedaan om de waarheid over Katyn te verdoezelen om de relatie met Stalin niet te verstoren. Hoewel de Britse premier Winston Churchill in de wandelgangen lippendienst bewees aan de Poolse versie van de zaak, steunde hij op het officiële vlak de Sovjetversie. De Amerikaanse president Roosevelt liet in 1944 de zaak onderzoeken, maar liet het rapport spoorloos verdwijnen toen ook dit onderzoek de Sovjets als schuldigen aanwees.

## Naoorlogse ontwikkelingen

### Neurenbergtribunaal
In 1946, tijdens het Neurenbergtribunaal, werd de Sovjetmisdaad van Katyn door de Geallieerden tegen beter weten in toegeschreven aan de Duitse nazi's, om Sovjetleider Stalin niet voor het hoofd te stoten. Amerikaanse rechters schrapten echter deze aanklacht van de lijst van oorlogsmisdaden gepleegd door de Duitsers, door toedoen van William Donovan. 

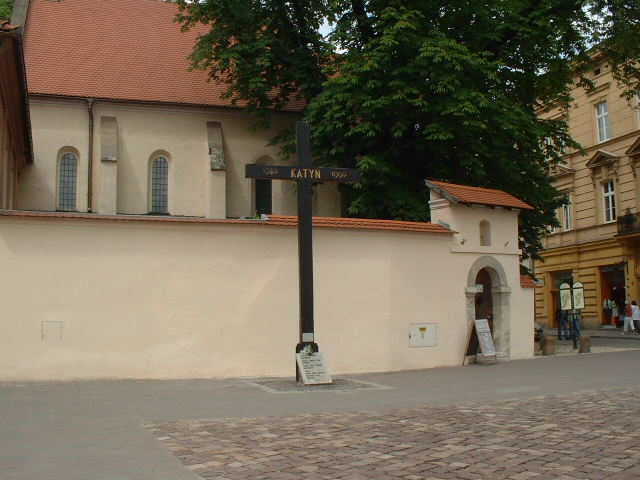
Monument in het Poolse Krakau voor de slachtoffers van Katyn

### Communisten en Sovjet-Unie handhaven verdoezeling
Ook in het communistische naoorlogse Polen bleef de Sovjetversie de officiële versie. Na verloop van tijd mocht Katyn helemaal niet meer ter sprake komen, zelfs niet om de nazi's er de schuld van te geven. In 1981, tijdens acties van Solidarność, werd een voorlopig herdenkingsmonument opgericht, dat door de communistische autoriteiten weer snel werd opgeruimd. Dit zou zich in de loop van de jaren tachtig nog enkele malen herhalen.

### Rusland erkent verantwoordelijkheid
In april 1990 bevestigde de regering van de Sovjet-Unie de verantwoordelijkheid van de NKVD voor de massamoord. Van ongeveer tienduizend andere Poolse gevangenen is het lot nog steeds onbekend.
Na het uiteenvallen van de Sovjet-Unie heeft de regering van de Russische Federatie in 1992 de bekentenis van de laatste Sovjetmachthebbers bevestigd. Onder Boris Jeltsin werden de originele Sovjetdocumenten over de massamoord overhandigd aan de Poolse president Lech Wałęsa. Onder deze documenten was het door het politbureau goedgekeurde voorstel van Beria uit maart 1940 waarin hij voorstelde de Polen te vermoorden. Jeltsin legde in 1993 een krans bij het Katynmonument in Warschau.
Op 7 april 2010 woonde de Russische premier Vladimir Poetin de zeventigste herdenking bij van de slachting bij Katyn. Poetin nodigde daar ook de Poolse premier Donald Tusk op uit. 
In november 2010 keurde de Russische doema een verklaring goed waarin erkend wordt dat Stalin en andere Sovjetleiders persoonlijk het bloedbad bevolen hebben. De communisten stemden tegen.

### Nieuw 'Katyn-drama'
Op 10 april 2010 vloog de Poolse president Lech Kaczyński, met een groot gevolg van hoge Poolse militaire en civiele autoriteiten naar Smolensk, om van daaruit naar Katyn te reizen waar een herdenkingsplechtigheid zou worden gehouden. Het vliegtuig stortte neer en alle inzittenden kwamen om.

## Media
- Katyń - Film uitgebracht in 2007

Deze film vond geen weerklank in Rusland. Pas begin april 2010 werd hij uitgezonden op de Russische staatstelevisiezender Rossiya 2 naar aanleiding van de vliegramp bij Smolensk.
Ardeatijnse-grotten · Babi Jar · Bleiburg · Bronnaja Gora · Butrimonys · Canicattì · Changjiao · Chatyn · Distomo · Glitiškės · Kamjanets-Podilsky · Katyn · Ležáky · Lidice · Maillé · Malmedy · Nanjing · Oradour-sur-Glane · Paneriai · Sochy · Trhová Kamenice · Tulle · Vinkt · Wereth